# David Deutsch (fysiker)
David Elieser Deutsch, född 18 maj 1953, är en israelisk-brittisk fysiker vid Oxfords universitet. Han är gästprofessor vid Department of Atomic and Laser Physics at the Centre for Quantum Computation (CQC) i Clarendon-laboratoriet på Oxfords universitet. Deutsch gick i bräschen för fältet kvantdatorer genom att formulera en beskrivning för hur en Turingmaskin baserad på kvantmekanik skulle fungera, samt genom att specificera en algoritm designad för att fungera på kvantdatorer. Han förespråkar flervärldstolkningen som är en tolkning av kvantmekanik.